# Rhizedra centripuncta
Rhizedra centripuncta är en fjärilsart som beskrevs av Barend J. Lempke 1965. Rhizedra centripuncta ingår i släktet Rhizedra och familjen nattflyn. Inga underarter finns listade.